# 대구광역시차량등록사업소
대구광역시차량등록사업소(大邱廣域市車輛登錄事業所)는 자동차의 등록 및 검사업무를 처리하게 하기 위하여 설치된 대구광역시 소속 기관이다.
본소는 대구광역시 수성구 동원로 84 (만촌동 1429-9) 만촌1동 행정복지센터 옆에 있다.

## 조직
- 서부분소 - 대구광역시 달서구 성서로 400 (이곡동 1252-3)
- 동부분소 - 대구광역시 동구 안심로 100 (율하동 336)
- 북부분소 - 대구광역시 서구 문화로 37 (이현동 42-30)

## 같이 보기
- 대구광역시시설안전관리사업소